# غرق شدن آرام‌اس لوسیتانیا
حادثه غرق شدن آرام‌اس لوسیتانیا، کشتی اقیانوس‌پیمای مسافربری بریتانیایی روز ۷ مه سال ۱۹۱۵ در جریان جنگ جهانی اول در اثر اصابت اژدر شلیک‌شده از او-۲۰، او-بوت آلمانی اتفاق افتاد. این حادثه در قالب تلاش آلمان برای برقراری یک محاصره دریایی متقابل، در ناحیه جنگی اعلام شده از طرف امپراتوری آلمان در آب‌های اطراف کشور متخاصم بریتانیا به وقوع پیوست و به مرگ ۱۱۹۸ نفر از ۱۹۶۰ سرنشین کشتی از جمله ۱۲۸ شهروند آمریکایی انجامید. این حادثه تنش بین آلمان و کشور بی‌طرف ایالات متحده را افزایش داد که در نهایت دو سال بعد منجر به آغاز جنگ بین دو طرف شد. مسئله مشروعیت حمله او-بوت آلمانی به لوسیتانیا مورد اختلاف بوده‌است اما پس از جنگ مشخص شد این کشتی در این سفر مقادیر زیادی مهمات به مقصد بریتانیا حمل می‌کرده‌است.

## پیش‌زمینه

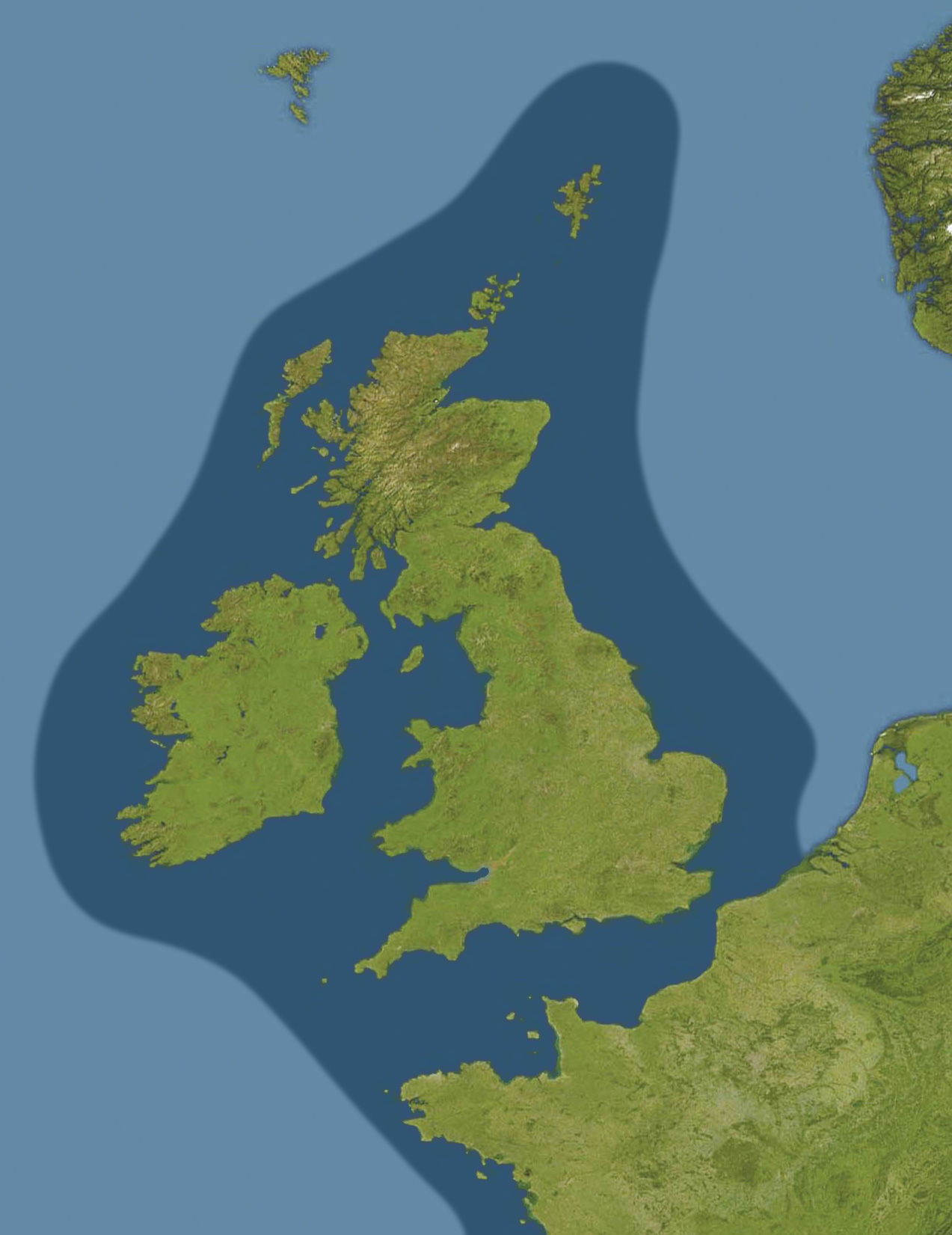
منطقه جنگی اعلام‌شده توسط آلمان حول بریتانیا

در پی آغاز جنگ جهانی اول در ماه اوت سال ۱۹۱۴، بریتانیا یک محاصره دریایی علیه امپراتوری آلمان به منظور جلوگیری از رسیدن مواد جنگی به آن اعمال کرد. بریتانیایی‌ها در این اقدام پایبندی چندانی به قانون غنیمت‌گیری دریایی نداشتند و حتی کشتی‌های بی‌طرف و حامل غذا را نیز مورد تعرض قرار می‌دادند. در تلافی، فرماندهی عالی نیروی دریایی امپراتوری آلمان مجوز تعرض متقابل او-بوت‌های خود به کشتیرانی تجاری بریتانیا، در پایبندی سفت‌وسخت به قانون غنیمت‌گیری دریایی، را صادر کرد. به هر صورت تا اوایل سال ۱۹۱۵ تنها ۱۰ کشتی تجاری متفقین طعمه این عمل شدند. با هویدا شدن آثار محاصره دریایی علیه آلمان، فرماندهان دریایی ارشد این کشور خواهان کاهش پایبندی به قانون غنیمت‌گیری دریایی بودند تا یک محاصره دریایی متقابل مؤثر علیه بریتانیا پدیدآورند؛ به این امید این کشور را وادار به رفع محاصره دریایی آلمان کنند. با این حال سران این کشور در ابتدا با در نظر گرفتن ملاحظات سیاسی از جمله امکان باز کردن پای کشورهای بی‌طرف مخصوصاً ایالات متحده به جنگ، تمایلی به این اقدام نداشتند. به هر صورت ادله حامیان این رویکرد، در نهایت قیصر ویلهلم دوم، امپراتور آلمان را مجاب به صدور مجوز آن کرد. قیصر رسماً اعلان کرد از روز ۱۸ فوریه سال ۱۹۱۵ به بعد آب‌های اطراف جزیره بریتانیا منطقه جنگی است و قانون غنیمت‌گیری دریایی دیگر اجرا نخواهد شد. بر این مبنا کشتی‌های تجاری بریتانیایی و فرانسوی بدون اخطار پیشین غرق می‌شدند. با این حال احتیاط لازم می‌بایست برای هدف نگرفتن کشتی‌های بی‌طرفی که مواد ممنوعه حمل نمی‌کنند، اعمال می‌گشت. به هر صورت مسئولیت هر گونه حادثه نیز متوجه خود کشتی‌های بی‌طرف قلمداد گردید.

## آخرین سفر آرام‌اس لوسیتانیا
کشتی ۳۰۳۹۵ تنی آرام‌اس لوسیتانیا یکی از مجلل‌ترین، بزرگ‌ترین و سریع‌ترین کشتی‌های اقیانوس‌پیما در زمان خود بود. این کشتی با ۲۴۰ متر طول و قابلیت حمل ۳۰۰۰ مسافر و خدمه، هفت سال پیش از آغاز جنگ جهانی اول ساخته شده بود. فرماندهی نیروی دریایی بریتانیا به شرط امکان استفاده نظامی از لوسیتانیا به عنوان کشتی تجاری مسلح پرسرعت، به ساخت آن کمک مالی کرده بود. صاحبان آن مدعی بودند این کشتی «غرق‌ناپذیر» است. آغاز جنگ جهانی اول موجب توقف سفرهای لوسیتانیا نشد. فرماندهی نیروی دریایی بریتانیا استفاده از آن به عنوان کشتی تجاری مسلح را از نظر گذراند اما مصرف بالای زغال‌سنگ سبب صرف نظر از آن گردید. با این حال لوسیتانیا ملزم گشت فضای باری در خود جهت حمل اقلام جنگی آمریکایی اختصاص دهد.
لوسیتانیا در صد و یکمین سفر خود روز ۱۷ آوریل سال ۱۹۱۵ لیورپول را به مقصد نیویورک ترک کرد و روز ۲۴ آوریل در آن پهلو گرفت. یک هفته بعد آماده سفر بازگشت به بریتانیا شد. در همین حال عده‌ای از آلمانی-آمریکایی‌ها در همکاری با سفارت‌خانه آلمان در ایالات متحده، در تلاش بودند از به چالش کشیدن محاصره دریایی متقابل آلمان علیه بریتانیا توسط آمریکایی‌ها با چنین سفرهایی جلوگیری کنند. این افراد صبح روز ۱ مه، روز حرکت لوسیتانیا، در برخی صفحات روزنامه‌های نیویورک آگهی با امضای سفارت‌خانه به چاپ رساندند که خطر متوجه به کشتی‌های بریتانیایی در ناحیه جنگی اعلام شده توسط آلمان در حول بریتانیا را به مسافران گوشزد می‌کرد. این افراد مدعی بودند شواهد قدرتمندی موجود است که نشان می‌دهد لوسیتانیا قصد دارد هنگام بازگشت به بریتانیا اقلام غیرقانونی نظامی و مهمات حمل کند.

متن چاپ‌شده به قرار زیر بود:
به مسافرانی که قصد سفر در اقیانوس اطلس را دارند یادآوری می‌شود که شرایط جنگی بین آلمان و متحدانش و بریتانیای کبیر و متحدانش در جریان است؛ این که منطقه جنگی شامل آب‌های مجاور جزایر بریتانیا می‌شود؛ این که بر اساس اعلام رسمی دولت امپراتوری آلمان شناورهایی که پرچم بریتانیایی کبیر یا هر کدام از متحدان آن را به اهتزار درآورده‌اند ممکن است در این آب‌ها منهدم شوند و این که مسافرانی که از منطقه جنگی در کشتی‌های بربتانیای کبیر یا متحدانش عبور می‌کنند، خطر این عمل بر عهده خود آن‌هاست.سفارت امپراتوری آلمان، واشینگتن، دی.سی.

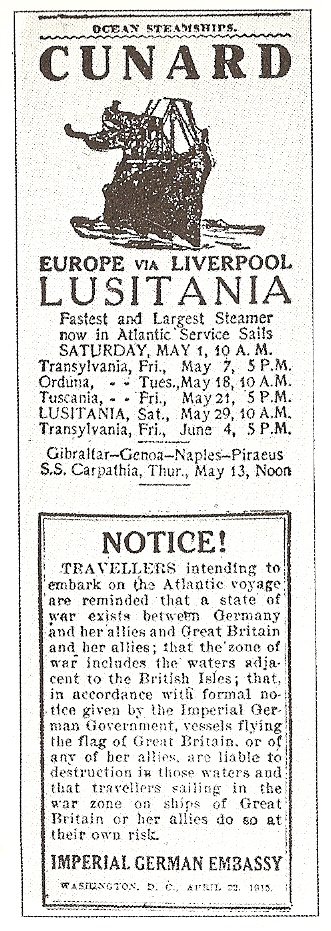
آگهی هشدار سفارت آلمان در کنار تبلیغ سفر لوسیتانیا

این آگهی دقیقاً کنار تبلیغ سفر لوسیتانیا چاپ شده بود.
چنین نوشته‌ای موجب گرد آمدن عده زیادی از خبرنگاران و گزارش‌گران رسانه‌ها در لنگرگاه لوسیتانیا شد که نگرانی مسافران را برانگیخت. ناخدای کشتی در تلاش برای اطمینان‌بخشی به مسافران امنیت کشتی را در دستان نیروی دریایی بریتانیا تضمین‌شده دانست. همچنین به آن‌ها گفته شد لوسیتانیا با سرعت بالا به راحتی خواهد توانست از دست او-بوت‌ها بگریزد. به هر صورت قرار برافراشته شدن پرچم ایالات متحده در صورت مواجهه با او-بوت‌ها شد. علاوه بر این تعداد قایق‌های نجات لوسیتانیا از ۲۲ عدد به ۴۸ عدد افزایش یافت. بدین شکل آگهی سبب نشد هیچ‌یک از مسافران از این سفر منصرف شود. در این زمان لوسیتانیا که پس از آغاز جنگ او-بوت‌های آلمان علیه کشتی‌های تجاری چهار بار به صورت رفت‌وبرگشت مسیر اقیانوس اطلس را طی کرده بود، تنها کشتی بزرگ مسافربری بود که همچنان در این مسیر مسافر جابه‌جا می‌کرد.

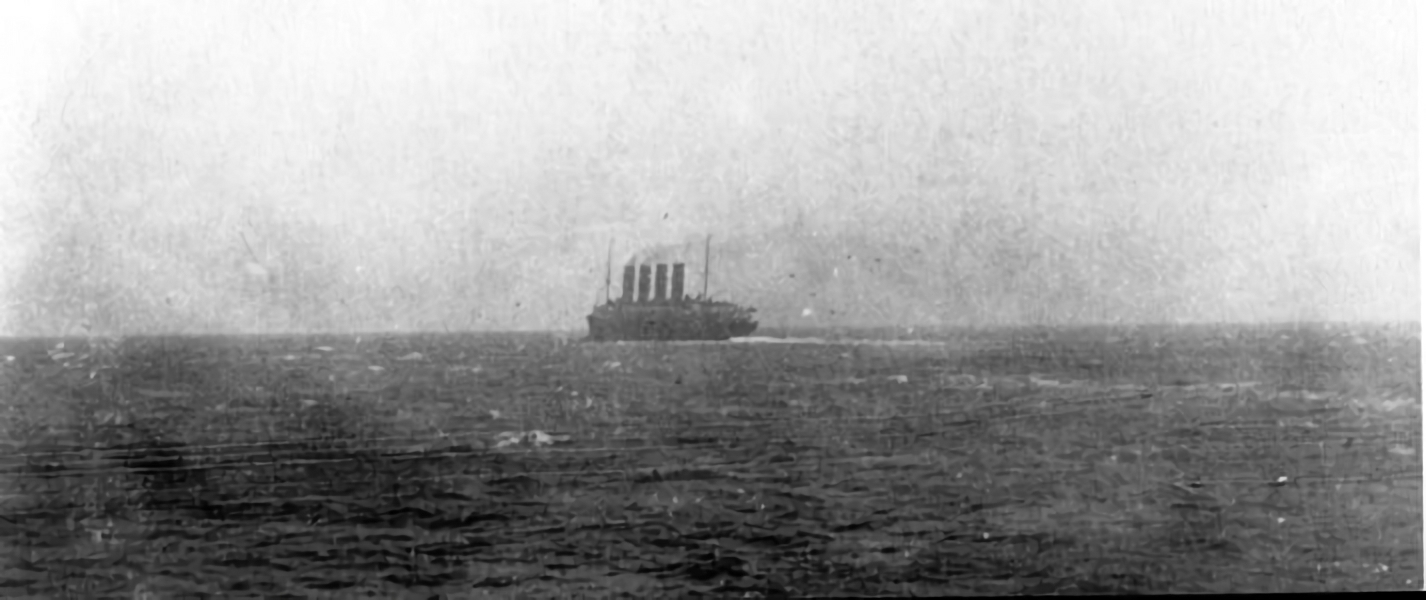
لوسیتانیا در حال ترک نیویورک

لوسیتانیا در نهایت اندکی پس از ظهر، با دو ساعت تأخیر، راهی اقیانوس شد. در این سفر مجموعاً ۱۲۵۷ مسافر از جمله ۱۹۷ آمریکایی درون آن بودند. علاوه بر این، طبق سند محموله، کشتی حامل بار اقلام متفرقه‌ای همچون ورقه‌های برنجی، گوشت گاو، قطعات خودرو و همچنین ۴۲۰۰ جعبه مهمات تسلیحات سبک، ۱۲۴۸ جعبه گلوله توپ و ۱۸ جعبه فیوز ماده منفجره نیز بود.
مدت کوتاهی پس از حرکت سه آلمانی که در آبدارخانه مخفی شده بودند، یافت شدند و جهت بازجویی در مقصد، تحت بازداشت قرار گرفتند. این که این افراد مأموران دولت آلمان بودند یا نه هیچگاه مشخص نشد.

## گشت عملیاتی او-بوت

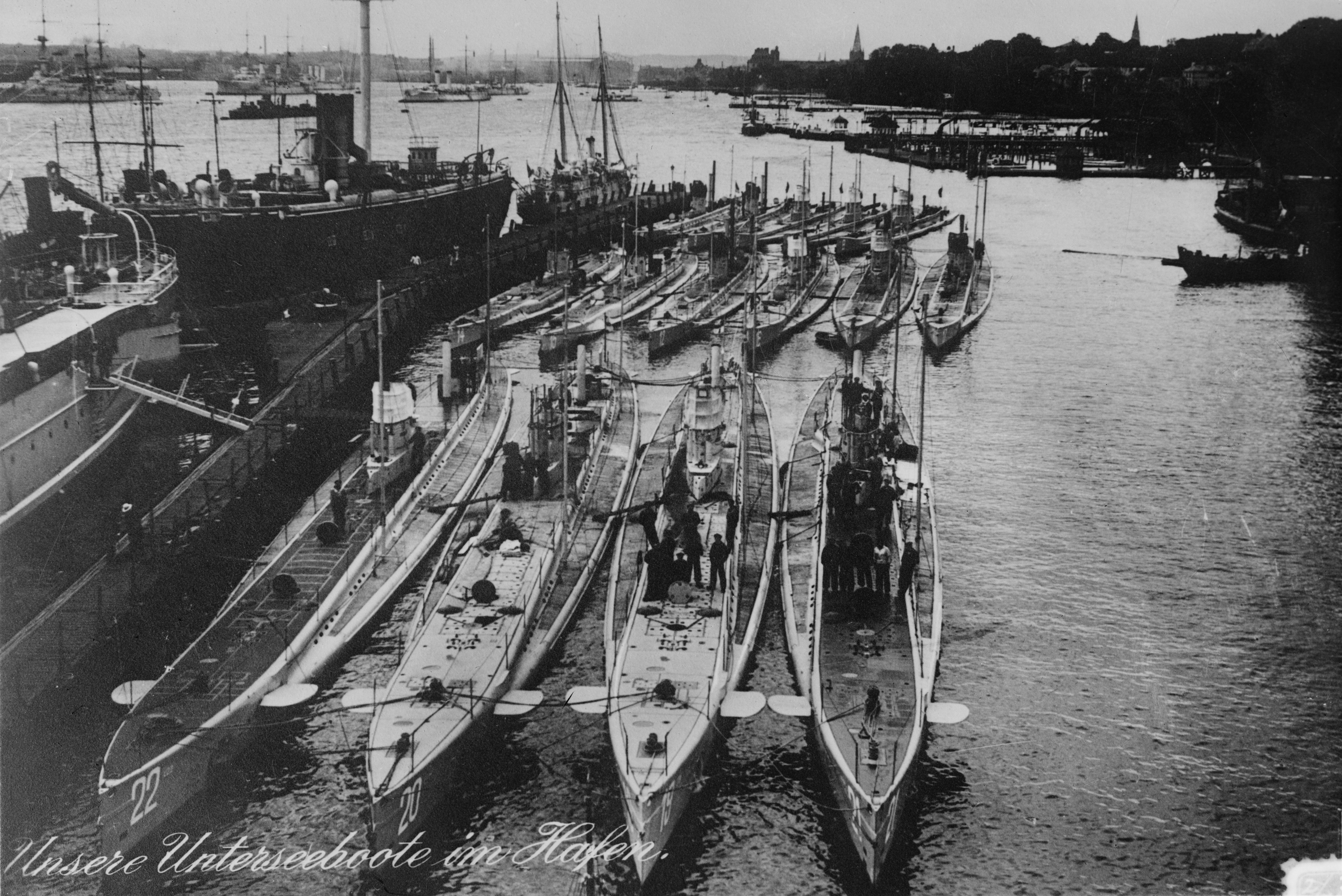
او-۲۰، دومی از چپ

درحالیکه لوسیتانیا در جهت شرق به سمت فست‌نت راک در ساحل جنوبی ایرلند در حرکت بود، او-۲۰، او-بوت آلمانی به فرماندهی ناوسروان والتر شْویگر در حال گشت‌زنی ساحل غربی ایرلند برای یافتن اهداف مشروع جنگی، به سمت همان نقطه رو به جنوب می‌رفت. فرماندهی نیروی دریایی بریتانیا با رهگیری پیام‌های رادیویی او-بوت توسط بخش اطلاعات نظامی، از حضور آن در منطقه مطلع بود. موقعیت دقیق او-۲۰ ساعت ۹ صبح روز ۵ مه در چند کیلومتری شمال غربی فست‌نت مورد شناسایی بریتانیایی‌ها قرار گرفت. در این زمان لوسیتانیا در غرب هنوز به اندازه حدوداً دو روز با این محل فاصله داشت. این دو روز مه متناوب ناحیه فست‌نت را فراگرفت و او-۲۰ توانست سه شناور را غرق کند.
در این زمان مقدار اندکی سوخت و تنها سه اژدر برای او-بوت باقی مانده بود. شویگر قصد داشت دو اژدر خود را برای سفر طولانی بازگشت که فردا شروع می‌شد، ذخیره نگاه دارد. ساعت ۱۱ صبح روز جمعه ۷ مه مِهْ از میان رفت و شویگر تصمیم به رفتن به زیر سطح تا ظهرگاه گرفت.

## حادثه غرق‌شدن
با وخامت اوضاع، عصر روز ۶ مه پیامی از جانب پایگاه نیروی دریایی بریتانیا در کوئینز تاون به کشتی‌های نزدیک به منطقه مخابره شد که نسبت به فعالیت زیردریایی‌های دشمن در ساحل جنوبی ایرلند هشدار می‌داد. لوسیتانیا این پیام را ساعت ۷:۵۰ بعد از ظهر دریافت کرد. ساعت ۸:۳۰ پیام هشدارآمیز دیگری از فرماندهی نیروی دریایی بریتانیا به ویلیام ترنر، ناخدای این کشتی رسید. به دستور او قایق‌های نجات آماده و دیده‌بان‌ها دو برابر شدند. تمامی درهای ضدآب ممکن بسته شدند و خاموشی در لوسیتانیا برقرار گشت. ترنر سرعت کشتی را کاهش داد تا شب‌هنگام از فست‌نت بگذرد. او مجدداً به مسافران اعلام کرد زمانی که کشتی فردا وارد منطقه جنگی می‌شود نیروی دریایی بریتانیا از آن محافظت خواهد نمود. ساعت ۱۱ صبح روز بعد سومین پیام هشدار فرماندهی نیروی دریایی بریتانیا برای تمامی کشتی‌ها، با تأکید ویژه بر لوسیتانیا، نیز صادر شد. ترنر با دریافت این پیام، به امید امنیت بیشتر، با تغییر مسیر ۲۰ درجه‌ای و افزایش سرعت از ۱۵ به ۱۸ گره به سمت شمال رو به خشکی کرد. برنامه او گذر از کانال سنت جورج بین ایرلند و ولز و رسیدن به لیورپول ساعت ۴:۳۰ بامداد روز بعد بود.
در همین حال او-۲۰ پس از شارژ مجدد باتری‌ها، سفر بازگشت به آلمان را آغاز کرد. او-بوت با تمامی سرعت در سطح، در سِیری که با حرکت کشتی تلاقی داشت، پیش می‌رفت. ساعت ۱ بعد از ظهر در سمت راست لکه دودی مشاهده گردید. در نگاه اول فرمانده او بوت دکل‌ها و دودکش‌های دو ناوشکن دیده شد. با کمتر شدن فاصله دو دکل و چهار دودکش متعلق به یک کشتی بخار شناسایی گشت. طبق کاتالوگ‌های موجود در او-بوت، این شناور یک «کشتی تجاری مسلح ذخیره نیروی دریایی بریتانیا» تشخیص داده شد. افسر غیرنظامی کشتی‌های تجاری که جزو خدمه او-بوت بود نیز این شناور را لوسیتانیا یا مورِتِینیا، کشتی تجاری مسلح جهت حمل نیرو دانست. از این رو کشتی ذکور هدفی مشروع در نظر گرفته می‌شد. او-۲۰ به زیر سطح رفت تا در مسیری قرار بگیرد که آن را جلوتر از لوسیتانیا قرار می‌داد. کشتی تا ساعت ۱:۴۰ ظهر به سمت دماغه اولد هد آو کینسیل در حرکت بود تا این که به دستور ناخدا در فاصله تنها ۴۰ کیلومتری از کوئینز تاون چرخش سختی به سمت راست کرد. این تغییر مسیر لوسیتانیا را دقیق در خط سیر او-۲۰ قرار داد. در جریان بیست و پنج دقیقه بعد او-بوت با حداکثر سرعت زیرسطحی ۹ گره خود برای قرار گرفتن در موضع حمله در جلوی لوسیتانیا تلاش می‌کرد. اندکی پیش از ساعت ۲:۱۰ بعد از ظهر کشتی بریتانیایی در موقعیت مناسب حمله او-۲۰ قرار گرفت. شویگر فرمان به شلیک اژدر از فاصله ۷۰۰ متری داد. سرنشینان لوسیتانیا تا بدین لحظه از حضور او-بوت دشمن مطلع نبودند. دیده‌بان سمت راست سینه‌گاه لوسیتانیا با مشاهده رد اژدر در آب فریاد هشدار نزدیک شدن آن را سر داد. همزمان دیده‌بان دکل اصلی نیز گزارش مشابهی از طریق افسر دوم به اتاقک هدایت داد. هیچ فرصتی برای واکنش وجود نداشت.
اژدر از سمت راست دقیقاً پشت اتاقک هدایت به کشتی اصابت کرد که موجب یک انفجار بزرگ غیر معمول و پخش دود فراوانی شد. بر اساس گزارش شویگر، با وجود این که هیچ اژدر دیگری شلیک نشد، انفجار دیگری متعاقب آن اتفاق افتاد و آسیب شدیدی به دماغه کشتی وارد آورد. سازه فوقانی روی نقطه انفجار و اتاقک هدایت در اثر آن تکه‌تکه و یک حریق به پا گردید. کشتی بلافاصله متوقف و به سرعت ۱۵ درجه به سمت راست خم شد. سوراخ پدید آمده در بدنه اتاقک‌های زغال‌سنگ لوسیتانیا را پر از آب کرد. عرشه پیشین کشتی در عرض چند دقیقه به زیر آب رفت. گمانه‌زنی‌های زیادی دربارهٔ دلیل انفجار دوم وجود دارد. پارگی دیگ بخار یا اشتعال گاز زغال‌سنگ در اتاقک‌های پیشین می‌تواند موجب آن شده باشد. به هر صورت با وجود این که محموله رسمی مهمات نمی‌توانست باعث چنین انفجاری شود، برخی میزان غیرقانونی محموله مهمات را دلیل این انفجار دانسته‌اند. به هر حال، خسارت حاصل از انفجار دوم جدی‌تر از انفجار حاصل از برخورد اژدر بود.
او-۲۰ همچنان زیر سطح به کشتی نزدیک‌تر شد و به دور آن چرخید.

## تخلیه و فرورفتن کشتی
چند ثانیه پس از اصابت اژدر بیسیم‌چی کشتی با گزارش موقعیت آن درخواست کمک اضطراری کرد. ترنر به امید پهلو گرفتن سخت، به شکل ناموفقی تلاش کرد کشتی را به ساحل برساند. به هر صورت موتورها و سکان از کار افتاده بودند.
مسافران و خدمه شروع به پوشیدن جلیقه نجات کردند. در ابتدا اوضاع آرام بود اما با خم شدن پرسرعت کشتی به یک سمت تشویش و وحشت بین سرنشینان انتشار یافت. لوسیتانیا برای حدود ۲۶۰۰ نفر، بسیار بیشتر از سرنشینان آن زمان آن، قایق نجات داشت. ترنر دستور به تخلیه کشتی داد اما سرعت آن فرایند به آب انداختن قایق‌های نجات را دشوار می‌ساخت. چندین قایق هنگام فرود روی آب واژگون شد و سوارشدگان را به بیرون پرتاب کرد. در نخستین مورد قایق پر از زنان و کودکان واژگون گردید و آن را به آب ریخت. به جهت زاویه زیاد کشتی قایق‌های سمت چپ محل فرود مناسبی نداشتند. چندین قایق این سمت با برخورد به بدنه کشتی خرد شدند. قایق‌های سمت راست نیز به اندازه‌ای بیرون کشیده شده بودند که مسافران از تلاش برای سوار شدن به آن‌ها واهمه داشتند. بدین شکل تنها ۶ قایق از مجموع ۴۸ قایق نجات کشتی، بر روی آب شناور ماندند. ترنر با مشاهده افراد آویزان‌شده به قایق‌های واژگون یا خرد شده دستور به توقف انداختن قایق‌ها در آب داد. با این حال عده‌ای در اثر رمیدگی از وحشت در تقلا بودند یکی از قایق‌های سمت چپ را پایین ببرند. ترنر با بیرون کشیدن هفت‌تیر خود، تخطی‌کنندگان را به مرگ تهدید کرد. در این حال یکی از ملوانان گیره نگه‌دارنده آن قایق را آزاد کرد. قایق با سر خوردن از میان مسافران روی عرشه شیب‌دار کشتی، حدود سی نفر را لِه کرد و با خود به آب انداخت که به مرگ همگی انجامید. در نهایت شیب عرشه به اندازه‌ای زیاد شد که سرنشینان دیگر قادر به ایستادن روی آن نبودند و به آب می‌افتادند. با فرورفتن قسمت پیشین کشتی، چهار پروانه و سکان آن از آب بیرون زد. هنگامی که دماغه با کف صخره‌ای دریا برخورد نمود لرزه شدیدی ایجاد کرد و برای مدتی نسبتاً طولانی کشتی از غرق شدن بازایستاد. در این وضعیت عده‌ای همچنان از نرده‌های کشتی آویزان بودند. در پی سقوط دودکش‌ها و دکل و خرد شدن قسمت میانی کشتی، دست کم دو نفر به درون گرداب‌های حاصل از آن کشیده شده و با انفجار دیگ بخار به بیرون پرتاب شدند. با فرورفتن کامل کشتی در آب، تکه‌ها و سرنشینان آن در سطحی دایره‌ای به قطر حدود ۸۰۰ متر پخش شدند. تمامی فرایند غرق‌شدن لوسیتانیا تنها ۱۸ دقیقه به طول انجامید.

## تلفات
در این حادثه مجموعاً ۱۱۹۸ نفر از جمله ۷۸۵ مسافر در این حادثه جان باختند. در میان کشته‌شدگان ۹۴ کودک (۳۵ نوزاد) و ۱۲۸ آمریکایی بود. تا هنگامی که ناوگانی از قایق‌های نجات از کوئینز تاون آخرین نجات‌یافتگان را تا اواخر شامگاه از آب گرفتند، مجموعاً ۷۶۴ تن از سرنشینان نجات داده شدند. گفته می‌شود اگر ناو بریتانیایی جونو که در حال مشاهده صحنه بود، بر اساس سیاست «فدا نکردن جان‌های بیشتر در حضور زیردریایی‌ها»، فرمان به بازگشت نمی‌گرفت می‌توانست افراد بیشتری را نجات دهد.

## ملاحظات قانونی
تحقیقات بعدی نشان داد لوسیتانیا مقادیر بسیار بیشتری مهمات نسبت به آنچه در سند رسمی محموله آن آمده بود، شامل ۶ میلیون گلوله با وزن ۱۷۳ تن حمل می‌کرده‌است و ۳۲۳ کیسه‌ای که به عنوان چرم خام ثبت شده بود در حقیقت نیتروسلولز بوده‌است. بر مبنای قوانین بین‌المللی مهمات ذخیره شده در لوسیتانیا به متوقف کردن و انهدام آن پس از شناسایی محموله مشروعیت می‌بخشید. به هر صورت پیش از آن می‌بایست به سرنشینان اجازه داده می‌شد سواره قایق‌های نجات شوند. در این حادثه حمله یک‌باره و غرق کردن غافلگیرانه آن با اژدر قانون مذکور را از موضوعیت می‌انداخت.

## واکنش‌ها
این حادثه افراد را در سرتاسر جهان وحشت‌زده کرد. تصاویر اجساد، عموماً کودکان، در روزنامه‌ها پخش شد.

### آلمان
در آلمان رسانه‌ها عموما غرق شدن این کشتی را مورد تحسین قرار دادند و خدمه او-۲۰ را به عنوان قهرمان به تصویر کشیدند. دریابان هوگو فون پول، فرمانده ناوگان دریاهای آزاد آلمان این «دستاورد» را موجب «غرور ناوگان دریاهای آزاد» خواند. آلمان این روز را تعطیل اعلام کرد. به هر صورت برخی مدعی شدند شویگر لوسیتانیا را با یک شناور حمل نیرو اشتباه گرفته‌است. شویگر پیش از پایان جنگ کشته شد و هیچگاه به روشنی معلوم نشد که آیا پیش از شلیک اژدر آگاه بوده که در حال حمله به یک کشتی مسافربری است یا نه.

### بریتانیا
بریتانیا این اقدام را «بربریت آلمانی» توصیف کرد.

### ایالات متحده
در ایالات متحده این خبر با وحشت دریافت شد. گفته می‌شود وودرو ویلسون، رئیس‌جمهوری این کشور با اطلاع از این حادثه گریسته‌است. این حادثه، در کنار چند حادثه مشابه دیگر، واکنشی تند از جانب ایالات متحده دربرداشت؛ به وجهی که روزنامه نیویورک تایمز او-بوت‌های آلمانی را «همانند وحشیانی سرمست از خون» توصیف نمود. ایالات متحده تا پیش از این از اعمال محاصره دریایی توسط بریتانیا علیه آلمان که موجب اختلال در روابط تجاری آن با آلمانی‌ها می‌شد، ناراضی بود. احتمالاً با گذر زمان این ناراحتی تشدید می‌شد. پس از حادثه غرق شدن لوسیتانیا خشم آمریکایی‌ها بیش از محاصره دریایی بریتانیا، متوجه او-بوت‌های آلمانی شد. اوضاع به اندازه‌ای در نزد برخی بالا گرفت که جیمز دابلیو. جرارد، سفیر ایالات متحده در برلین بلیط قطار سفر بازگشت از طریق سوئیس را برای خود همسرش رِزِرو کرد. تا این زمان ایالات متحده، به منظور اجتناب از درگیر شدن در مناقشات خارجی به هر قیمتی، در ارتباط با مسئله جنگ در اروپا رویکرد بی‌طرفی اتخاذ کرده بود. در این حال و با وجود تلاش بریتانیایی‌ها برای دست‌مایه کردن این حادثه جهت کشیدن ایالات متحده به جنگ و حتی خواست افرادی چون تئودور روزولت، رئیس‌جمهور پیشین ایالت متحده بدین منظور، دولت ایالات متحده همچنان از این اقدام خودداری نمود. رئیس‌جمهور ایالات متحده مراتب اعتراض خود را به آلمان ابلاغ و بر قصد کشورش برای امنیت‌بخشی به هر وسیله‌ای به حق آمریکایی‌ها برای سفر به هر نقطه‌ای در دریاها و در هر کشتی که مایل بودند، تأکید کرد.

در متن این بیانیه که روز ۱۱ مه در جلسه هیئت دولت قرائت شد آمده بود:
دولت ایالات متحده مایل است توجه دولت امپراتوری آلمان را به این موضوع جلب کند که به‌کارگیری زیردریایی‌ها در انهدام کشتیرانی تجاری بدون بی‌اعتنایی به قواعد انصاف، خرد، عدالت و انسانیت که اندیشه نوین امری ضروری می‌پندارد، عملاً غیرممکن است. این موضوع برای افسران یک زیردریایی در دریا عملاً غیرممکن است که از یک کشتی تجاری در دریا دیدن کنند و مدارک و محموله آن را بازرسی نمایند. برای آن‌ها عملاً غیرممکن است که از این کشتی یک غنیمت قانونی بسازند؛ و اگر نمی‌توانند خدمه کشتی غنیمتی را در عرشه خود جای دهند، نمی‌توانند آن را بدون قرار دادن خدمه و تمامی سرنشینان در امان دریا در قایق‌های کوچکشان، غرق کنند … بدون این که به شکل غیرقابل اجتناب اصول مقدس عدالت و انسانیت را نقض کنند.
با این وجود یکی از مقامات سفارت آلمان در واشینگتن اعلام کرد مسلم است که لوسیتانیا مسلح و در حال حمل مهمات بوده‌است. او اذعان داشت اگر آمریکایی‌ها در کشتی‌های غیرمسلح سفر کنند که هیج محموله غیرقانونی ندارند، همانند این که در «گهواره» هستند در امان خوانند بود؛ اما «تمامی شناورهای مسلحِ حامل محموله غیرقانونی به محض رویت غرق خواهند شد و برای آمریکایی‌ها که در این شناورها سفر می‌کنند همانند سفر در آتشفشان خواهد بود.» این بیانه موج دیگری از خشم را در ایالات متحده برانگیخت اما ویلسون همچنان با اتخاذ موضع احتیاط، به یوهان فون برنستورف، سفیر آلمان گفت منتظر جزئیات حادثه خواهد ماند. متعاقباً با دریافت پیام دولت ایالت متحده در روز ۱۵ مه، تئوبالت فون بتمان-هولوگ، صدراعظم آلمان، بر مبنای فرمان قیصر، به آمریکایی‌ها اطلاع داد: «قاطع‌ترین دستورالعمل‌ها بارها به شناورهای جنگی آلمان برای اجتناب از حمله به کشتیرانی بی‌طرف صادر شده‌است.» به هر صورت دولت آلمان در پاسخ روز ۲۸ مه به آمریکایی‌ها، سخنان مقام سفارتخانه را تکرار کرد و سعی درانداختن تقصیر به گردن بریتانیایی‌ها داشت. از دولت ایالات متحده خواسته شد مراتب را مورد بررسی قرار دهد. بر این اساس پاسخ آلمان به درخواست ایالت متحده برای متوقف کردن عملیات او-بوت‌ها به تأخیر افتاد. با این حال، غرق شدن کشتی‌های بی‌طرف توسط او-بوت‌های آلمان ادامه پیدا کرد. بتمان-هولوگ، تحت فشار، مجدداً روز ۱ ژوئن به فرماندهی او-بوت‌ها دستور داد از غرق کردن کشتی‌های بی‌طرف و همچنین کشتی‌های مسافربری از هر کشوری خودداری کند.
در نهایت دولت ایالات متحده در پیام روز ۸ ژوئن خود با رد ادعای آلمان مبنی بر این که لوسیتانیا یک کشتی تجاری مسلح در حال حمل مهمات بوده‌است، با تکرار موضع پیشین، اعلام کرد در هر صورت حقیقت این است که یک کشتی مسافربری بزرگ با بیش از هزار سرنشین بدون اخطار قبلی با برخورد اژدر، «در شرایطی بی‌نظیر در رزم مدرن»، غرق شده‌است. نقطه مشکل در این میانه این مسئله بود که با وجود وعده آلمان مبنی بر حمله نکردن به کشتی‌های حامل پرچم ایالات متحده، آمریکایی‌ها خواهان امنیت شهروندان خود در کشتی‌های مسافربری بریتانیایی بودند. دولت آلمان در پاسخ اذعان داشت: «هیچ ضرورت قانع‌کننده‌ای وجود ندارد که شهروندان ایالات متحده در شرایط جنگی سوار بر کشتی‌های حامل پرچم دشمن به اروپا سفر کنند.» گوتلیب فون یاگوو، وزیرخارجه آلمان پیشنهاد کرد شهروندان ایالات متحده تنها در چهار کشتی مسافربری خاص، با اعلام قبلی به نیروی دریایی آلمان و بدون حمل مهمات و هرگونه محموله غیرقانونی، به اروپا سفر نمایند. برای این مبنا توصیه شد دولت ایالات متحده می‌تواند چهار کشتی مسافربری آلمانی را بدین منظور خریداری کند. به هر صورت این پیشنهادها از طرف آمریکایی‌ها رد شد تا مذاکرات همچنان ادامه یابد. در نهایت در توافقی که اواخر ماه ژوئیه حاصل شد ایالات متحده پذیرفت در صورت پایبندی او-بوت‌های آلمانی به قواعد پذیرفته شده رزم، همانند گونه‌ای از عمل که پس از دستور روز ۱ ژوئن اتخاذ کرده بود، فعالیت‌های آن‌ها را تحمل کند.

## پیامدها
مدت کوتاهی پس از حصول توافق در مسئله لوسیتانیا، روز ۱۹ اوت او-۲۴، دیگر او-بوت آلمانی، همانند حادثه لوسیتانیا، بدون اخطار با شلیک اژدر کشتی مسافربری بریتانیایی عربیک حامل بیست شهروند ایالات متحده را تقریباً در همان موضع پیشین غرق کرد که به مرگ چهل و چهار مسافر از جمله سه آمریکایی منجر شد. با پدیداری بهرانی دیگر، قیصر به صدراعظم اجازه داد با آمریکایی‌ها به یک توافق کلی دست یاید. در نهایت پس از چند مبادله دیپلماتیک، آمریکایی‌ها مجدداً راضی شدند. قیصر ویلهلم دوم مقرر ساخت که به هیچ کشتی تجاری از هر ملیتی، دشمن یا بی‌طرف، بدون اخطار قبلی غرق نشود. با این حال تقریباً بلافاصله اتفاق مشابه دیگری رخ داد. این بار نیز او-۲۰ روز ۴ سپتامبر بدون اخطار پیشین کشتی مسافربری بریتانیایی هسپاریان را با شلیک اژدر در نزدیکی ساحل ایرلند غرق کرد. با وجود این که هیچ‌یک از سرنشینان آمریکایی کشتی در میان سی و دو کشته این حادثه نبودند، دولت ایالات متحده از طرف آلمانی خواهان ارائه توضیح شد. آلمانی‌ها با ادعای حضور نداشتن هیچ او-بوتی در این ناحیه، غرق شدن کشتی را به مین دریایی نسبت دادند. به هر صورت تحقیقات آمریکایی‌ها نشان داد کشتی با اژدر غرق شده‌است تا روابط دو کشور رو به تیرگی برود. در نهایت روز ۱۸ سپتامبر، با نگرانی از شدید تنش‌ها و تضمین پایبندی به وعده قیصر، دریاسالار هنینگ فون هولتسندورف، رئیس ستاد فرماندهی نیروی دریایی آلمان، تمامی او-بوت‌ها را از کانال مانش و آب‌های غرب جزیره بریتانیا که پرتراکم‌ترین محل حضور کشتی‌های آمریکایی بود، فراخواند. او فرمان به ادامه عملیات‌ها در دریای شمال در پایبندی کامل به قواعد غنیمت‌گیری دریایی، داد اما دریابان فون پول، فرمانده ناوگان دریاهای آزاد با ناراحتی از این مسئله، با تخطی از این فرمان تمامی او-بوت‌های تحت امر خود از دریای شمال عقب کشید تا تلاش آلمان برای اعمال محاصره دریایی متقابل علیه بریتانیا عملاً به پایان برسد. آلمان تعداد بیشتری او-بوت را راهی مدیترانه که شکار کشتی‌ها کمتر بحث‌برانگیز بود و تصادم کمتری با ایالات متحده ایجاد می‌نمود، کرد.
به هر صورت، با وخامت اوضاع جبهه‌های جنگ، آلمان دو بار دیگر دست به اعمال محاصره دریایی مشابه علیه بریتانیا زد. در آخرین مورد از ماه فوریه سال ۱۹۱۷ که به صورت جنگ بدون محدودیت زیردریایی درآمد، تعداد زیادی کشتی تجاری کشورهای بی‌طرف غرق شد. در واکنش به این اقدام، ایالات متحده روز ۳ فوریه سال ۱۹۱۷ روابط دیپلماتیک خود با آلمان را قطع کرد و در نهایت روز ۶ آوریل به آن اعلان جنگ داد.